# Loa (Utah)
Loa város az USA Wayne megyében, melynek megyeszékhelye is. Lakosainak száma 516 fő (2020. április 1.).

## Népesség
A település népességének változása:

| 2010 | 572 |
| 2020 | 516 |